# 2.ª edición de los Premios Grammy
La 2.ª edición de los Premios Grammy se celebró el 29 de noviembre de 1959 en Los Ángeles y Nueva York, en reconocimiento a los logros discográficos alcanzados por los artistas musicales durante ese mismo año. El evento fue presentado por Meredith Willson. Duke Ellington se llevó tres estatuillas.
Esta edición incorporó por primera vez la categoría de premio a la mejor interpretación - folk.

## Ganadores

### Generales
- Grabación del año
  - Bobby Darin por "Mack the Knife"
- Álbum del año
  - Frank Sinatra por Come Dance with Me!
- Canción del año
  - Jimmy Driftwood por "The Battle of New Orleans"
- Mejor artista novel
  - Bobby Darin

### Clásica
- Mejor interpretación clásica - Orquesta
  - Charles Münch (director) & Boston Symphony Orchestra por Debussy: Images pour orchestre
- Mejor interpretación clásica - Solista vocal (con o sin orquesta)
  - Jussi Björling por Bjoerling in Opera
- Mejor interpretación clásica - Reparto de ópera o coral
  - Erich Leinsdorf (director), Lisa Della Casa, Rosalind Elias, George London, Roberta Peters, Giorgio Tozzi & Filarmónica de Viena por Mozart: Las bodas de Fígaro
- Mejor interpretación clásica - Solista de concierto o instrumental (con acompañamiento orquestal completo)
  - Kiril Kondrashin (director), Van Cliburn & Symphony of the Air por Rajmáninov: Concierto para piano n.º 3
- Mejor interpretación clásica -  Solista de concierto o instrumental (que no sea con acompañamiento orquestal completo)
  - Arthur Rubinstein por Beethoven: Sonatas para piano n.º 21 "Waldstein" & n.º 18
- Mejor interpretación clásica - Música de cámara  (incluyendo orquesta de cámara)
  - Arthur Rubinstein por Beethoven: Sonatas para piano n.º 21 "Waldstein" & n.º 18

### Comedia
- Mejor interpretación de comedia - Hablada
  - Shelley Berman  por Inside Shelley Berman
- Mejor interpretación de comedia - Musical
  - Homer and Jethro  por The Battle of Kookamonga

### Composición y arreglos
- Mejor composición musical grabada y publicada por primera vez en 1959 (de más de 5 minutos de duración)
  - Duke Ellington (compositor) por Anatomy of a Murder Soundtrack
- Mejor álbum de banda sonora, partitura de película o televisión
  - Duke Ellington (compositor) por Anatomy of a Murder
- Mejor arreglo
  - Billy May (arreglista) por "Come Dance with Me" interpretado por Frank Sinatra

### Country
- Mejor interpretación country & western
  - Johnny Horton por "The Battle of New Orleans"

### Espectáculos musicales
- Mejor álbum de espectáculo de Broadway
  - Ethel Merman & el reparto original de Gypsy
  - El reparto original con Gwen Verdon, Richard Kiley, Leonard Stone, Doris Rich, Cynthia Latham, Joy Nichols, Bob Dixon & Pat Ferrier por Redhead
- Mejor álbum de banda sonora, reparto original - película o televisión
  - André Previn, Ken Darby & el reparto original de Porgy and Bess

### Folk
- Mejor interpretación - Folk
  - The Kingston Trio por The Kingston Trio at Large

### Hablado
- Mejor interpretación, Documental o Hablado (que no sea de comedia)
  - Carl Sandburg por A Lincoln Portrait

### Infantil
- Mejor grabación para niños
  - Peter Ustinov, Herbert von Karajan (director) & Philharmonia Orchestra por Prokofiev: Pedro y el lobo

### Jazz
- Mejor interpretación de jazz - solista
  - Ella Fitzgerald por Ella Swings Lightly
- Mejor interpretación de jazz - grupal
  - Jonah Jones por I Dig Chicks